# Михайлівка (Звенигородська міська громада)
Миха́йлівка (в минулому — Сосова) — село в Україні, у Звенигородському районі Черкаської області, підпорядковане Багачівській сільській раді. Населення — 202 чоловіка (на 2009 рік).

## Історія
Село раніше називалося Сосова. За переказом його заснував козак Михайло Сова, що трохи заїкався і називав себе «С-С-Сова».
Станом на 1885 рік у колишньому державному селі Богачівської волості Звенигородського повіту Київської губернії мешкало 610 осіб, налічувалось 121 дворове господарство, існували православна церква, школа, 3 постоялих будинки, 3 вітряних млини, маслобійний завод.
За переписом 1897 року кількість мешканців зросла до 939 осіб (458 чоловічої статі та 481 — жіночої), з яких 925 — православної віри.
1900 року в Михайлівці було 86 дворів, жителів 1017 осіб, землі 781 десятина, існувала Свято-Парасковіївська православна церква, вісім вітряних млинів.
Село постраждало внаслідок геноциду українського народу, проведеного окупаційним урядом СССР 1932—1933 та 1946–1947 роках[джерело?].

## Населення

### Мова
Розподіл населення за рідною мовою за даними перепису 2001 року:
| Мова       | Кількість | Відсоток |
| ---------- | --------- | -------- |
| українська | 241       | 97.18%   |
| російська  | 4         | 1.61%    |
| білоруська | 2         | 0.81%    |
| угорська   | 1         | 0.40%    |
| Усього     | 248       | 100%     |